# Britannia (provincia romana)
Britannia fu il nome di una provincia prima, poi di più province dell'Impero romano situate nell'isola di Gran Bretagna in un tempo compreso tra il 43 e il 410 d.C. 

## Statuto
Dopo la conquista avvenuta ad opera di Claudio nel 43, la Britannia divenne una provincia imperiale, sottoposta al governo di un legatus Augusti pro praetore di rango consolare. La capitale fu stabilita nel centro di Camulodunum; poi, dopo la rivolta di Boudicca, fu spostata a Londinium. Dal 207, la provincia venne divisa in Britannia Superior con capitale Londinum e Britannia Inferior con capitale Eburacum.
Dopo la fine dell'Impero delle Gallie e il suo riassorbimento all'interno dell'Impero romano, la Britannia fu divisa dall'imperatore Diocleziano (fine III-inizi IV secolo) in quattro province: la Maxima Caesariensis (nel sud-est, con capitale Londinium, oggi Londra), la Flavia Caesariensis (nell'est, con capitale Lindum Colonia, oggi Lincoln), la Britannia Secunda (nel nord, con capitale Eburacum, oggi York) e la Britannia Prima (nell'ovest, incluso il Galles, con capitale Corinium Dobunnorum, oggi Cirencester).
Ci fu anche una quinta provincia, nel nord, chiamata Valentia (con capitale Luguvallium, oggi Carlisle), che ebbe però vita breve e venne creata nel 369. A capo della diocesi di Britannia era posto un vicarius, il quale aveva sotto di lui quattro governatori di rango equestre (i praesides). Nel tardo IV secolo, il governatore della Maxima Caesariensis divenne di rango consolare.
Vi erano, infine, una serie di comandi militari durante il tardo impero romano: il Dux Britanniarum, il Comes Britanniarum e il Comes litoris Saxonici per Britannias. Nel 410 ci fu la partenza delle ultime truppe romane, che lasciarono l'isola definitivamente.
|                                                |                                                |                                               |                                                                                    |                                          |                                          |                                                             |                                                             |
|                                                |                                                |                                               | Britannia Camulodunum [Colchester (43 – ~63) Londinium [Londra (dal ~63) 43 – ~207 |                                          |                                          |                                                             |                                                             |
|                                                |                                                |                                               |                                                                                    |                                          |                                          |                                                             |                                                             |
|                                                |                                                |                                               |                                                                                    |                                          |                                          |                                                             |                                                             |
|                                                | Britannia Inferior Eburacum [York ~207 – ~296  | Britannia Inferior Eburacum [York ~207 – ~296 |                                                                                    |                                          | Britannia Superior Londinium ~207 – ~296 | Britannia Superior Londinium ~207 – ~296                    |                                                             |
|                                                |                                                |                                               |                                                                                    |                                          |                                          |                                                             |                                                             |
|                                                |                                                |                                               |                                                                                    |                                          |                                          |                                                             |                                                             |
| Flavia Caesariensis Lindum [Lincoln ~296 – 410 | Flavia Caesariensis Lindum [Lincoln ~296 – 410 | Britannia Secunda Eburacum ~296 – 410         | Britannia Secunda Eburacum ~296 – 410                                              | Maxima Caesariensis Londinium ~296 – 410 | Maxima Caesariensis Londinium ~296 – 410 | Britannia Prima Corinium Dobunnorum [Cirencester ~296 – 410 | Britannia Prima Corinium Dobunnorum [Cirencester ~296 – 410 |

Nota: sotto il nome di ogni provincia è indicata le relativa capitale.

## Storia

### Prologo alla conquista
La Britannia era già nota ai Greci e ai Cartaginesi agli inizi del IV secolo a.C., che importavano stagno: le isole britanniche erano infatti note ai Greci col nome di Cassiteridi (isole dello stagno). Il navigatore cartaginese Imilcone disse di aver visitato l'isola nel V secolo a.C., mentre Pitea, un navigatore greco di Marsiglia, vi giunse nel 320 a.C. circa e la circumnavigò. Il primo contatto diretto tra i Romani ed i Britanni ci fu quando Giulio Cesare, già impegnato nella conquista romana della Gallia (odierna Francia), condusse due campagne militari in Britannia, affermando nel suo De bello Gallico che i popoli di quest'isola stessero aiutando la resistenza gallica. La prima spedizione si ebbe nel 55 a.C. ed era più una ricognizione che non una vera e propria invasione. Le navi di Cesare approdarono sulla costa del Kent, ma a causa di una tempesta che danneggiò la flotta e della scarsità di cavalleria a sua disposizione, il generale tornò nelle sue basi in Gallia.
Militarmente la spedizione fu quindi un insuccesso, ma ebbe effetti positivi sul piano politico: il Senato dichiarò infatti 20 giorni di feste pubbliche a Roma per celebrare questo evento senza precedenti.
Cesare affrontò la seconda spedizione (54 a.C.) con forze militari più ampie, tentando di sottomettere le tribù britanniche, o invitandole a pagare tributi e a dare ostaggi per avere la pace. Cesare non fece dunque conquiste territoriali, ma stabilì un sistema di clientele e portò almeno parte della Britannia nella sfera d'influenza di Roma.
Ottaviano Augusto pianificò diverse invasioni nel 34, nel 27 e nel 25 a.C., senza però riuscire a portarle a termine per una serie di circostanze sfavorevoli e così le relazioni tra la Britannia e Roma restarono di tipo diplomatico (con ambasciatori inviati dai sovrani dei Britanni ad Augusto) e commerciale (com'è dimostrato dall'archeologia, che attesta un aumento delle importazioni di beni di lusso dall'Impero romano alla Britannia sud-orientale). Al tempo dell'imperatore Tiberio, alcune navi, durante le sue spedizioni in Germania (16), furono spinte in Britannia da una tempesta e poi rimandate indietro dai sovrani locali.
Nel sud della Britannia, i Romani appoggiarono due potenti regni: quello dei Catuvellauni, guidati dai discendenti di Tasciovano (favorito di Cesare), e quello degli Atrebati, regnati dai discendenti di Commio. Questa politica fu seguita fino al 39/40, quando Caligola ricevette un membro della dinastia dei Catuvellauni in esilio, pianificando una campagna contro i Britanni, che però non riuscì neppure a partire dalla Gallia.

### Invasione e conquista (43-47)

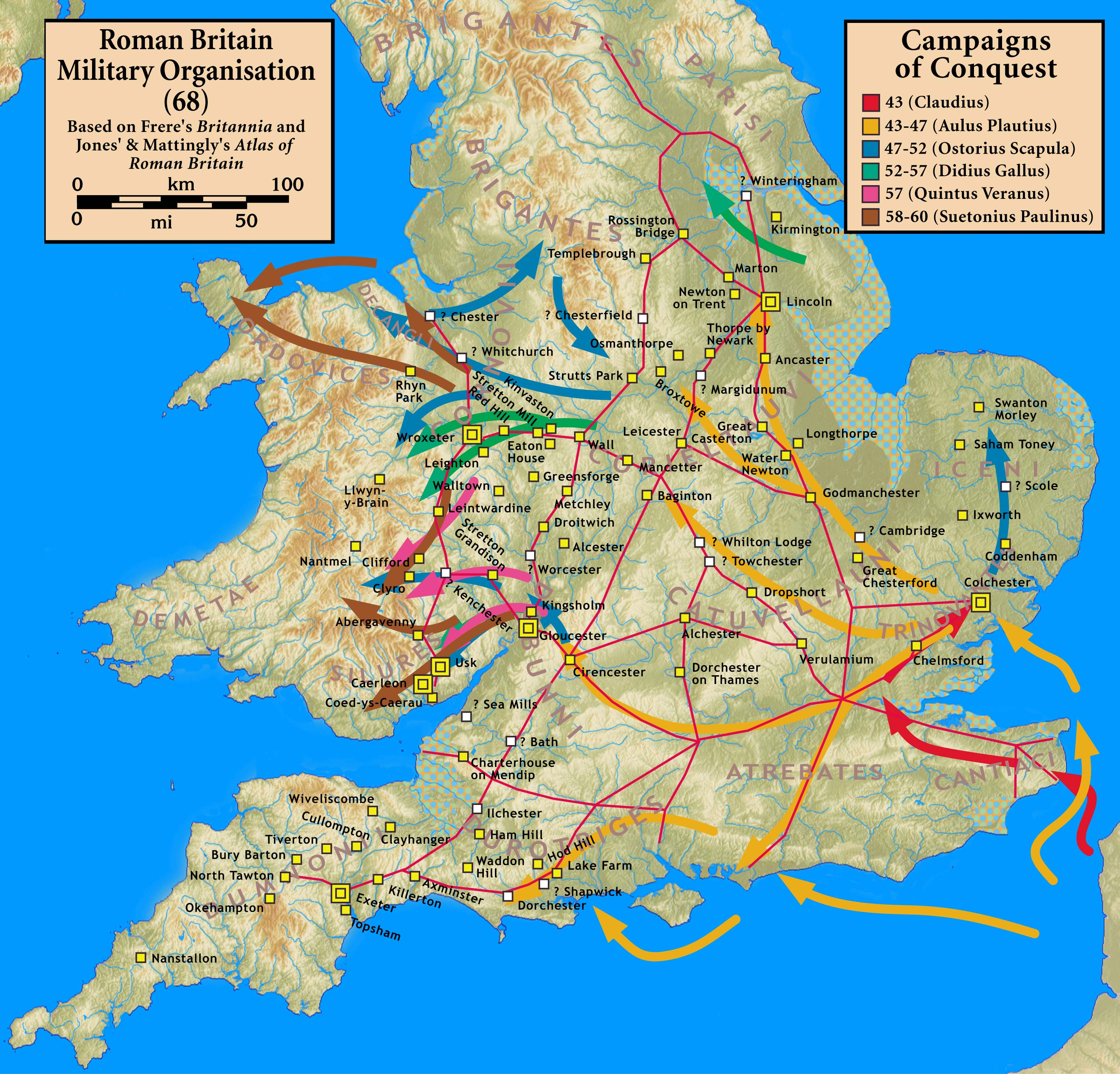
La conquista della Britannia dal 43 (al tempo di Claudio) al 60 (sotto Nerone).

L'effettiva invasione romana della Britannia si ebbe al tempo dell'imperatore Claudio: nel 43, le forze romane, sbarcate a Richborough (nel Kent) al comando di Aulo Plauzio sconfissero i catuvellauni e i loro alleati nelle due battaglie del Medway e del Tamigi. Uno dei loro capi, Togodumno, fu ucciso, mentre il fratello Carataco sopravvisse, continuando a guidare la resistenza. Raggiunto da Claudio in persona con dei rinforzi, Plauzio marciò sulla capitale catuvellauna, Camulodunum (odierna Colchester), conquistandola. Intanto il futuro imperatore Vespasiano sottometteva il sud-ovest. Conquistato il sud dell'isola, i Romani rivolsero la loro attenzione al Galles. Siluri, Ordovici e Deceangli si opposero però strenuamente agli invasori, catalizzando gli sforzi militari dei Romani. A capo dei Siluri e gli si pose Carataco, che condusse una vera e propria guerriglia contro le truppe guidate dal governatore Publio Ostorio Scapula, che però sconfisse il leader britanno nel 51. Carataco si rifugiò allora presso Cartimandua, regina dei Briganti, che provò la sua fedeltà ai Romani consegnandogli Carataco. Il capo britanno fu portato a Roma, dove lui e la sua famiglia ebbero però salva la vita.
Tuttavia i Siluri, ora guidati dall'ex marito di Cartimandua, Venuzio, iniziarono ad opporsi strenuamente ai Romani.
Nel 61 scoppiò una rivolta nell'isola di Mona (l'odierna Anglesey, nel Galles del nord) guidata da druidi e sacerdotesse, a cui i Romani erano estremamente avversi a causa dei sanguinari culti; venne mandato a risolvere la situazione il governatore Gaio Svetonio Paolino, che stroncò duramente la ribellione.

### Rivolta di Boudicca (60-61)
Per i primi venti anni, il dominio romano fu oppressivo e brutale, e così, stuprata e picchiata insieme alle figlie dagli invasori, Boudicca, regina degli Iceni, si pose a capo di una rivolta. I Trinovanti e i Catuvellauni si unirono agli Iceni, assalendo e distruggendo la colonia romana di Camulodunum. Paolino, ancora occupato in Galles, raggiunse Londinium, su cui stavano marciando i nemici. Constatando però che la città era indifendibile con le poche truppe a sua disposizione, Paolino l'abbandonò al suo destino, spostandosi a Verulamium (odierna St Albans). Londinium fu distrutta e la popolazione massacrata. Con alcune legioni Svetonio alla fine si scontrò coi nemici, infliggendo loro una dura sconfitta nella battaglia di Watling Street, sia pure con forze numericamente molto inferiori. Boudicca, in seguito alla sconfitta, si diede la morte con il veleno, per non cadere nelle mani dei Romani. La rivolta aveva quasi persuaso l'imperatore Nerone a ritirarsi dalla Britannia.
Successive turbolenze nell'isola ci furono nel 69, cioè nell'"anno dei quattro imperatori". Davanti al disordine che si diffuse nell'Impero romano, Venuzio dei Briganti scacciò l'ex moglie e assunse il controllo del nord del paese. Dopo la salita al potere dell'imperatore Vespasiano, Quinto Petillio Ceriale pose fine alla rivolta.

### Agricola e la Scozia (77-84)
Negli anni successivi i Romani conquistarono buona parte dell'isola. Il governatore Gneo Giulio Agricola, suocero dello storico Tacito, sottomise gli Ordovici nel 77 e i Caledoni nell'83 nella battaglia del Monte Graupio (nell'odierna Scozia del nord). Poco dopo la vittoria, Agricola fu richiamato in patria e i romani si ritirarono sulla linea del più difendibile istmo del Forth-Clyde.
Per gran parte della storia della Britannia romana, numerosi contingenti militari furono stanziati in guarnigioni sull'isola. Questo richiese però che l'imperatore tenesse un uomo fidato ed esperto come governatore della provincia. Come effetto collaterale, diversi futuri imperatori servirono come governatori o legatus Augusti pro praetore in Britannia, tra cui Vespasiano, Pertinace, e Gordiano I.

### II secolo: i due Valli

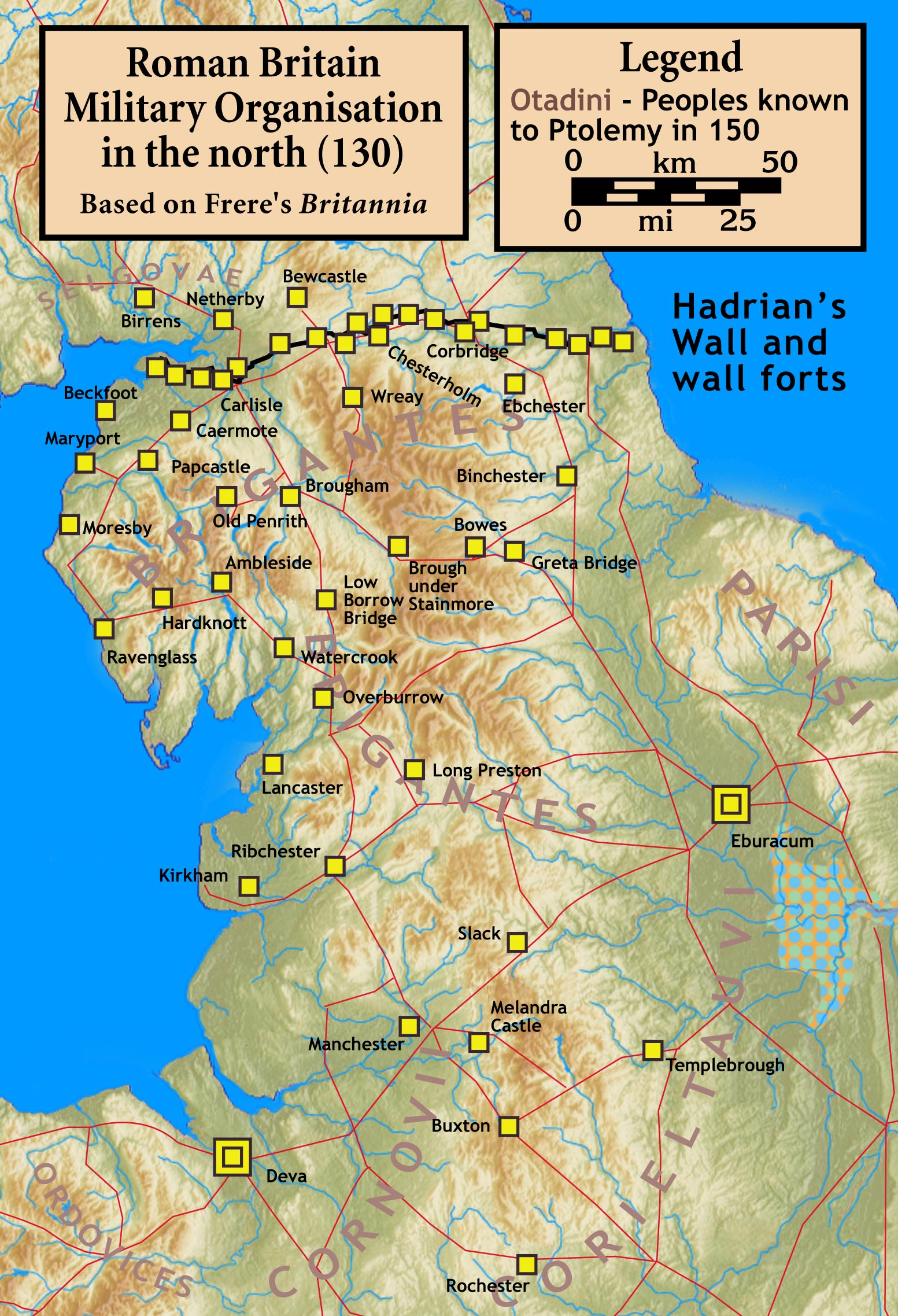
Il Vallo di Adriano attorno al 130.

L'archeologia ha dimostrato che alcuni forti romani a sud del limes Forth-Clyde, furono ricostruiti ed ampliati dopo la partenza del governatore provinciale, Gneo Giulio Agricola, sebbene molti altri fossero abbandonati. Monete romane e ceramica sono state rinvenute nelle Lowlands scozzesi negli anni precedenti il 100, a testimonianza di un aumento della romanizzazione nell'area. Alcune delle fonti più importanti di questa epoca sono le tavolette del forte di Vindolanda nel Northumberland, per lo più databili agli anni compresi tra il 90 ed il 110. Queste tavolette mostrano il funzionamento del forte durante il periodo sopra citato, fornendo uno scorcio della vita dei romani lungo i margini dell'impero: militari, consorti degli ufficiali, commercianti e addetti ai trasporti.
Nel 105 un'importante invasione dei Pitti, portò devastazione in numerosi forti di confine (es. a Trimontium, oggi Newstead), tanto che alcuni furono abbandonati. Sembra, infatti, che alcuni reparti ausiliari siano stati inviati nell'isola dalle due Germanie per arginare questa invasione, dopo che la conquista della Dacia aveva in precedenza obbligato l'imperatore Traiano a ritirare parte delle truppe provinciali, riducendone così gli effettivi e costringendo a rinunciare alla difesa delle conquiste di Domiziano della Scozia centrale. In questo caso la frontiera sembra sia stata spostata verso sud fino alla linea dello Stanegate presso la linea Solway-Tyne.
Una nuova crisi scoppiò all'inizio del principato di Adriano nel 118: una rivolta militare che fu soppressa dal governatore provinciale Quinto Pompeo Falcone. Quando Adriano raggiunse la Britannia durante il suo famoso viaggio attraverso le province attorno al 122, dispose la costruzione di un vallum, conosciuto ai posteri come il vallo di Adriano, innalzato lungo la linea di frontiera dello Stanegate. L'imperatore dispose che se ne occupasse il nuovo governatore Aulo Platorio Nepote a cui fu affidata una nuova legione proveniente dalla Germania inferiore: la VI Victrix. I rilievi archeologici hanno poi dimostrato che, durante questa prima metà del secolo, vi fu una notevole instabilità politica in Caledonia, e lo spostamento della frontiera più a sud dovrebbe essere considerato in questo contesto.
La frontiera venne spinta verso l'istmo di Forth-Clyde a partire dal regno di Antonino Pio, quando venne costruito un nuovo vallum più a nord di quello di Adriano (142 circa). Ma una quindicina di anni più tardi, si ebbe una nuova crisi (nel 155-157), quando i Briganti si rivoltarono e costrinsero le armate romane a ritirarsi all'antico vallum Hadriani, sebbene questa ribellione fosse stata inizialmente repressa dall'allora governatore, Gneo Giulio Vero. Sembra che il confine del vallo di Antonino sia stato rioccupato un anno più tardi, ma abbandonato definitivamente nel 163-164. Negli anni che seguirono, durante l'ultimo periodo del regno di Marco Aurelio, alcuni forti a nord del vallo di Adriano furono rioccupati, come quello di Newstead ed altri sette di minori dimensioni e 5.500 Sarmati Iazigi furono inviati in Britannia nel 175 a protezione dei suoi confini, come ci racconta Cassio Dione Cocceiano.
Attorno al 181 il vallo di Adriano subì pesanti attacchi da parte dei Pitti ed il governatore o il comandante di frontiera fu ucciso in battaglia, tanto che Dione descrive l'evento come il più difficile dell'intero regno di Commodo. Il nuovo governatore, Ulpio Marcello, fu inviato quello stesso anno e dovette combattere per tre lunghi anni fino a quando, al termine del 184 riuscì a battere pesantemente le tribù ribelli del nord della Scozia ed ottenere la pace, turbata però da un ammutinamento delle sue truppe, che avevano eletto come nuovo governatore un certo Prisco, che rifiutò l'incarico. Le armate romane della Britannia inviarono allora a Commodo una delegazione in cui si richiedeva l'esecuzione di Tigidio Perenne, prefetto del Pretorio, che in passato aveva loro fatto dei torti. Commodo acconsentì ma non riuscì a fermare l'ammutinamento. Venne così inviato il futuro imperatore Pertinace, il quale alla fine ottenne la resa dei capi della rivolta e riportò l'ordine nelle armate della provincia.

### Settimio Severo in Britannia (208/9-211)
L'usurpazione di Albino nel 195 dimostrò i due principali problemi che venivano posti dalla Britannia romana. Il primo: allo scopo di mantenere la sicurezza, in Britannia stazionavano tre legioni, che avrebbero fornito a un uomo ambizioso, con scarsa lealtà, una potente base per la ribellione, cosa di cui Albino approfittò. Secondo, qualsiasi ufficiale ribelle che avesse usato questa risorsa, avrebbe dovuto spogliare l'isola delle sue guarnigioni per marciare su Roma e prendere il trono, lasciando l'isola indifesa verso gli attaccanti, come Albino fece nel 196.
A seguito della sconfitta di Albino, Settimio Severo cercò di risolvere il problema dividendo in due la provincia: Britannia inferiore e superiore. Settimio Severo negli ultimi anni di vita condusse nuove campagne in Scozia (dalla fine del 208/inizi del 209 al 211), ma i territori conquistati vennero nuovamente ceduti dal figlio Caracalla, dopo la morte del padre avvenuta ad Eburacum (oggi York).

### III secolo
Le popolazioni del nord della Britannia tornarono a creare problemi alla fine del regno di Marco Aurelio Probo. Il nuovo imperatore, Caro, prima di partire per la campagna contro i Persiani, affidò la parte occidentale dell'impero al figlio maggiore, Carino, il quale nel 284 compì una campagna oltre il vallo di Adriano, riuscendo a battere le popolazioni del nord e a riportare ordine in quest'area. In seguito a questi successi si meritò l'appellativo di Britannicus maximus.
Ciò che tenne in scacco per quasi un secolo il potenziale per una ribellione, la rivolta di Carausio (286-297) costrinse Costanzo Cloro, a creare la diocesi della Britannia, suddivisa ulteriormente in quattro province: Britannia Prima, Britannia Secunda, Flavia Caesariensis e Maxima Caesariensis. Nel 369 fu creata anche una quinta provincia, la Valentia.
La diocesi di Britannia era governata da un vicarius con sede a Londra; l'esercito di stanza nella diocesi, il Numerus intra Britannias, era sotto il comando del Comes Britanniarum (comandante delle truppe comitatensi), del Dux Britanniarum (comandante delle truppe dei limitanei) e del Comes litoris Saxonici per Britannias (comandante delle truppe stanziate a difesa della costa meridionale).

### IV e V secolo: declino e fine del dominio romano
Costanzo Cloro tornò in Britannia nel 306 con l'intento di invadere la parte settentrionale dell'isola nonostante il suo cattivo stato di salute. Poco si sa però di queste sue campagne militari, restandone pochissime testimonianze archeologiche. Sembra però che egli abbia raggiunto le zone più a nord della Britannia e che abbia vinto una grande battaglia all'inizio dell'estate, prima di tornare a Eburacum, dove morì in quello stesso 306. Costantino I aveva fatto in modo da essere al suo fianco in quel momento, assumendo i suoi compiti in Britannia. Contrariamente al precedente usurpatore, Clodio Albino, egli fu in grado di usare con successo la Britannia come punto di partenza per conquistare il potere imperiale.
Dal 350 al 353 la Britannia fu in mano a un nuovo usurpatore, Magnenzio, che era succeduto a Costante I. Dopo la sconfitta e la morte di Magnenzio nella battaglia di Mons Seleucus (353), Costanzo II inviò il suo notaio capo imperiale, Paolo Catena, a dare la caccia ai sostenitori del defunto usurpatore. Le investigazioni di Paolo degenerarono in una caccia alle streghe, che costrinse il vicarius Flavio Martino a intervenire. Quando Paolo, invece, sospettò Martino di tradimento, il vicarius si vide costretto ad attaccare fisicamente Paolo con una spada, con lo scopo di assassinarlo, ma alla fine si suicidò.

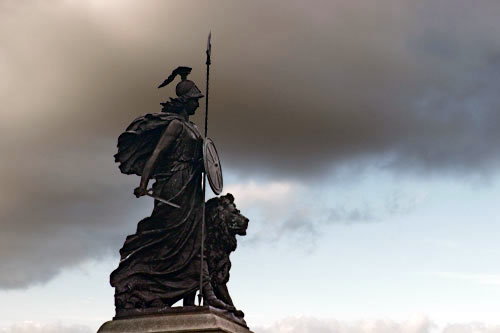
Plymouth, Regno Unito: personificazione della Britannia

Nel IV secolo, anche la Britannia fu soggetta a sempre maggiori attacchi dall'esterno, da parte dei Sassoni ad est e degli Scoti da ovest. Fu quindi costruita tutta una serie di forti, il litus Saxonicum, per difendere le coste. Ma questa linea non fu sufficiente quando un assalto generale di Sassoni, Irlandesi e Attacotti, combinato con una rivolta generale della guarnigione sul Vallo di Adriano, devastò e prostrò la Britannia romana nel 367. Questa crisi venne sedata dal Conte Teodosio, padre del futuro imperatore Teodosio I, con una serie di riforme militari e civili.
Un altro usurpatore, Magno Massimo, tentò di ripetere il successo di Costantino, ribellandosi a Segontium nel 383 e attraversando in armi il canale della Manica. Dopo una serie di iniziali vittorie che lo portarono a conquistare gran parte dell'Occidente e dopo aver combattuto con successo contro Pitti e Scoti attorno al 384, egli richiese truppe dalla Britannia per le sue campagne in Europa, svuotando così le guarnigioni britanniche e aprendo la strada a scorrerie nel Galles del nord da parte degli Scoti d'Irlanda. La sua ribellione fu stroncata nel 388, ma questa volta non tutte le truppe furono rimandate in Britannia, per sopperire così nel continente alle gravi perdite subite dall'esercito romano nella Battaglia di Adrianopoli del 378 e difendere i suoi confini. E così attorno al 396 ci fu una crescente ondata di invasioni barbari in Britannia. Sembra che la pace nell'area sia stata ristabilita attorno al 399 ma, nel 401, altre truppe furono ritirate dall'isola e trasferite in Europa per fronteggiare Alarico.
L'archeologia conferma i segni di una lenta decadenza come nel resto dell'impero, nel periodo tardo del potere romano. Tuttavia l'interpretazione storica tradizionale (vedi Michael Rostovtzeff) che parla di un dilagante declino economico all'inizio del V secolo è smentita dalle stesse testimonianze archeologiche che mostrano una situazione diversa: ad esempio il fatto che molti siti fossero distrutti più tardi rispetto a quanto si credeva prima, oppure che molti edifici cambiassero destinazione d'uso, ma non fossero distrutti. Sembrerebbe più corretto parlare di alternarsi di periodi di crisi economica, seguiti da alcuni periodi più floridi, come l'età costantiniana.
Sebbene, inoltre, sia vero che gli attacchi barbarici andassero aumentando, tuttavia questi colpirono gli insediamenti rurali, più vulnerabili, invece che le città. Anche la realizzazione in questo periodo di nuovi mosaici in ville come quella di Great Casterton a Rutland o quella di Hucclecote a Gloucestershire suggeriscono che i problemi economici fossero limitati, anche se molte di queste villae subirono una progressiva decadenza fino a essere abbandonate nel V secolo: la storia di San Patrizio mostra che queste villae furono occupate almeno fino al 430. Nuovi edifici, inoltre, continuarono a essere costruiti fino a questo periodo a Verulamium e Cirencester. Alcuni centri urbani come Canterbury, Cirencester, Wroxeter, Winchester e Gloucester restarono attivi durante il V e VI secolo. Tuttavia la vita urbana rallentò progressivamente a partire dal secondo quarto del IV secolo, tant'è che la scarsità di monete coniate tra il 378 e il 388 testimonia una combinazione di declino economico, diminuzione del numero di militari e di problemi nel pagamento dei soldati e degli ufficiali. Di contro, però, negli anni novanta del IV secolo ci fu un aumento nella circolazione monetaria, sebbene non raggiungesse il livello di quella dei decenni precedenti. Le monete di rame sono molto rare da dopo il 402, mentre dal 407 non circolarono più nuove monete romane e dal 430 è probabile che fosse abbandonata la moneta come mezzo di scambio. La produzione di vasellame era terminata probabilmente uno o due decenni prima. Se i ricchi continuarono a usare contenitori di metallo e vetro, i poveri cominciarono probabilmente a utilizzare quelli di cuoio e legno.

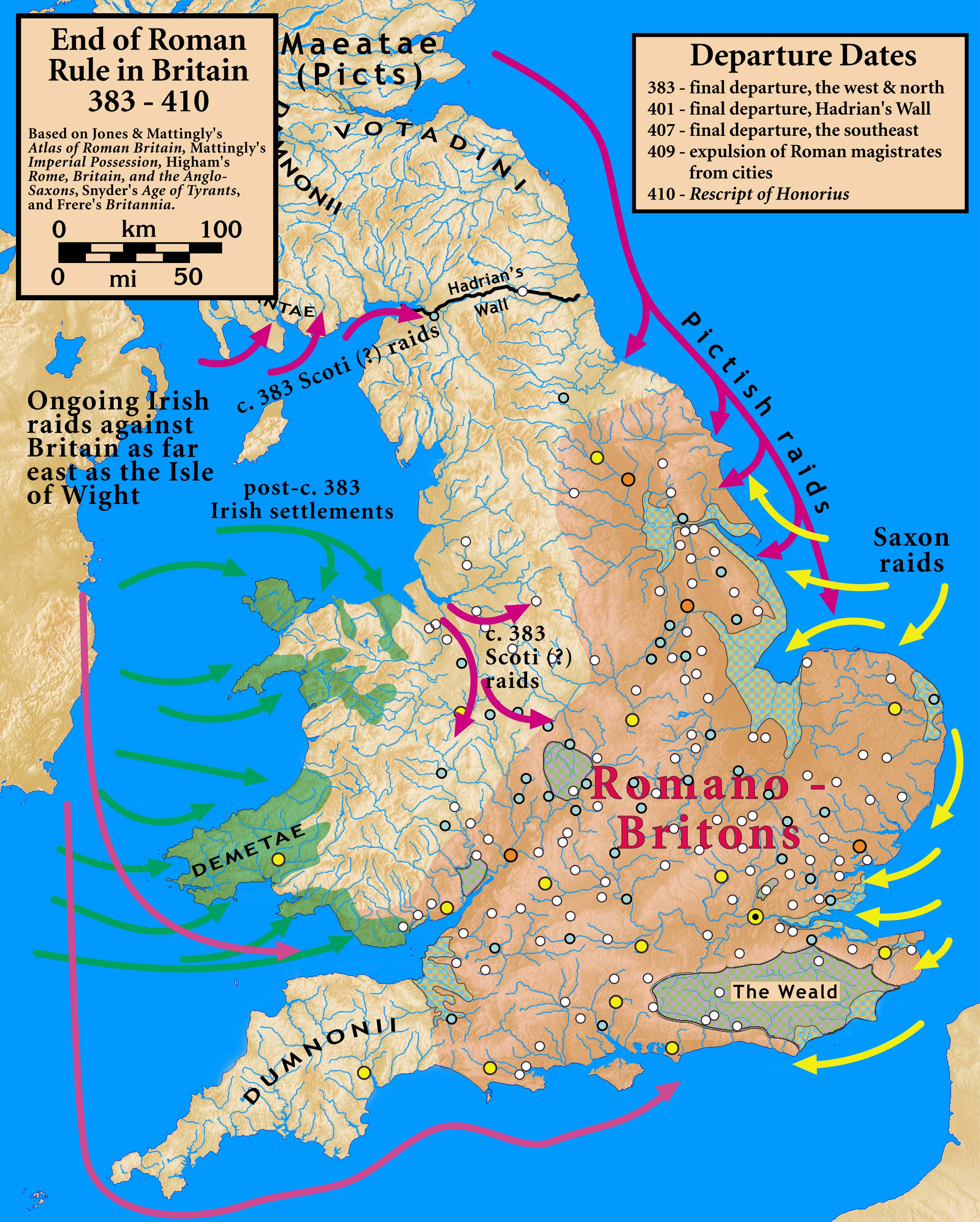
Ultimi decenni della Britannia romana: dal 383 al 410 circa.

Dalla fine del IV secolo la Britannia subì un crescente numero di attacchi barbarici da ogni parte, mentre sempre meno truppe venivano impiegate nella sua effettiva difesa. Nel 407 le legioni britanniche acclamarono come imperatore Costantino III, che attraversò la Manica ma fu sconfitto dalle truppe del legittimo imperatore d'Occidente Onorio. Non si sa, dopo questo evento, quante truppe romane rimanessero effettivamente in Britannia. Nel 408 un'incursione sassone fu probabilmente respinta dai Britanni e Zosimo narra che i nativi espulsero nel 409 l'amministrazione civile romana (ma Zosimo potrebbe riferirsi alla rivolta dei Bretoni dell'Armorica). Una successiva richiesta di aiuto da parte dei Britanni fu respinta dall'imperatore Onorio nel 410. A questo punto la politica e la giustizia furono prese in mano dalle autorità municipali e piccoli signori della guerra andarono emergendo in tutta la Britannia.
Secondo la tradizione fu uno di questi signori della guerra, Vortigern, a chiamare nell'isola i Sassoni affinché lo aiutassero contro i Pitti e gli Irlandesi, sebbene l'archeologia testimoni la presenza di alcuni insediamenti di mercenari sassoni già all'inizio del III secolo. Di fatto la presenza germanica in Britannia sarebbe iniziata molto prima, visto che truppe ausiliarie germaniche erano presenti nell'isola già nel I e II secolo. Nel 446 i Britanni si rivolsero inutilmente al generale Ezio perché li aiutasse contro i Sassoni (vedi Gemitus Britannorum), mentre nel 577 fu combattuta la battaglia di Dyrham, dopo la quale città come Bath, Cirencester e Gloucester caddero in mano ai Sassoni, che giunsero così a occupare la costa occidentale della Britanna. Diversi ritrovamenti archeologici come il tesoro di Hoxne e il tesoro di Mildenhall dimostrano che in quel periodo si erano nascosti frettolosamente gli oggetti preziosi, con la speranza di recuperali successivamente.
Fu proprio tra la fine del V e l'inizio del VI secolo che avvenne un grande esodo: molti Britanni romanizzati fuggirono in Armorica, che da loro prese il nome di Bretagna. È proprio in questo periodo, inoltre, che da molti studiosi viene collocata la figura di Re Artù. Sebbene molti storici dubitino della sua storicità, altri, come John Morris, ritengono che alla base di questa figura ci sia un fondamento di verità e che Artù possa essere individuato nel romano-britannico Ambrosius Aurelianus.

## Difesa ed esercito

### AuxiliaeClassis britannica
Importante fu in Britannia il complesso sistema difensivo e la sua evoluzione soprattutto nei primi due secoli. Vi erano poi un certo numero di unità ausiliarie a difesa dei confini e delle principali strade che conducevano all'interno della provincia romana, per un totale di un massimo di 30/35.000 armati circa, fino ad un minimo di 25.000 armati, proprio durante il principato di Traiano. Sappiamo da tutta una serie di iscrizioni epigrafiche che nella provincia vi erano:
nel 103 (sotto Traiano)4 alae di cavalleria e 11 cohortes di fanteria (o miste), i cui nomi erano:
- per le ali ne ricordiamo alcune: I Thracum, I Pannoniorum Tampiana, I (?) Gallorum Sebosiana e Hispanorum Vettonum civium Romanorum;
- per le coorti, ricordiamo: I Hispanorum, I Vangionum equitata milliaria,[23] I Alpinorum, I Morinorum, I Cugernorum, I Baetasiorum, I Tungrorum milliaria, II Thracum, III Bracaraugustanorum, III Lingonum e IIII Delmatarum.

nel 122 (sotto Adriano)13 alae di cavalleria e 37 cohortes di fanteria (o miste) per la costruzione del grande vallo, i cui nomi erano:
- per le ali ne ricordiamo alcune: I Pannoniorum Sabiniana, I Pannoniorum Tampiana, I Hispanorum Asturum, I Tungrorum, II Asturum, [II?] Gallorum Picentiana, [II?] Gallorum et Thracum classiana civium Romanorum, [II?] Gallorum Petriana milliaria civium Romanorum, [II?] Gallorum Sebosiana, Vettonum Hispanorum civium Romanorum, Agrippiana Miniata, Augusta Gallorum Proculeiana,[25] Augusta Vocontiorum civium Romanorum;
- per le coorti, ricordiamo: I Frisiavonum, I Vangionum equitata milliaria,[23] I Celtiberorum, I Thracum, I Afrorum civium Romanorum, I Nervia Germanorum milliaria, I Hamiorum sagittaria, I Delmatarum, I Aquitanorum, I Ulpia Traiana Cugernorum civium Romanorum, I Lingonum, I fida Vardullorum milliaria civium Romanorum, I Morinorum, I Menapiorum, I Sunucorum, I Betasiorum, I Batavorum, I Tungrorum, I Hispanorum, II Gallorum, II Vasconum civium Romanorum, II Thracum, II Lingonum, II Asturum, II Delmatarum, II Nerviorum, III Nerviorum, III Bracarorum, III Lingonum, IV Gallorum, IV Lingonum, IV Breucorum, IV Delmatarum, V Raetorum, V Gallorum, VI Nerviorum e VII Thracum.

nel 159 (sotto Antonino Pio)4 alae di cavalleria e 17 cohortes di fanteria (o miste), i cui nomi erano:
- per le ali ne ricordiamo alcune: Augusta Gallorum Proculeiana, I Tungrorum, I Hispanorum Asturum e I Gallorum Sebosiana;
- per le coorti, ricordiamo: III Bracarorum Augustanorum, V Gallorum, II Lingonum, I Aelia Dacorum, I Delmatarum, II Aelia classica, II Hamiorum, II Gallorum, I Celtiberorum, IV Lingonum, I Frisiavonum, I Augusta Nerviana Germanorum milliaria, IV Gallorum, VII Thracum, II Vangionum, II Vardullorum milliaria e II Thracum.

nel 178-179 (sotto Marco Aurelio)5 alae di cavalleria e 16 cohortes di fanteria (o miste), i cui nomi erano:
- per le ali ne ricordiamo alcune: [II?] Gallorum et Thracum classiana civium Romanorum, Augusta Vocontiorum civium Romanorum, I Pannoniorum Sabiniana, I Gallorum Sebosiana e Vettonum Hispanorum civium Romanorum;
- per le coorti, ricordiamo: I Augusta Nerviorum, I Frisiavonum, I Aelia Hispanorum, I fida Vardullorum, I Celtiberorum, III Lingonum, II Hispanorum, I Thracum, I Batavorum, II Gallorum veterana, II Thracum veterana, II Lingonum, IIII Gallorum, I Vangionum, VII Thracum e I Morinorum.

### Fortezze legionarie
Sappiamo anche che lo spostamento delle legioni per il progressivo avanzamento della frontiera verso nord ed ovest portò ad "aprire" e "chiudere" fortezze legionarie più e più volte come risulta dall'elenco qui sotto:
- a Caerleon, la latina Isca Silurum dal 75 al V secolo;[27][28]
- a Chester, la latina Deva dal 78 al V secolo;[27][28]
- a Colchester, la latina Camulodunum dal 45 al 48;[27][28]
- ad Exeter, la latina Isca Dumnoniorum dal 55 al 65;[27][28]
- a Gloucester, la latina Glevum dal 48 al 75 circa;[27][28]
- ad Inchtuthill, la latina Pinnata castra;[27][28]
- a Lincoln, la latina Lindum dal 65 al 78;[27][28][29]
- ad Usk, la latina Burrium dal 56 al 65;[27][28]
- a Wroxeter, la latina Viroconium dal 56 all'88;[27][28]
- a York, la latina Eburacum dal 71 al V secolo;[27][28]

### Legioni romane
L'esercito della Britannia durante la conquista, poté contare su quattro legioni, successivamente ridotte a tre sotto il principato di Nerone, come segue: 
| N. fortezze legionarie | unità legionaria         | località antica | località moderna | provincia romana |
| ---------------------- | ------------------------ | --------------- | ---------------- | ---------------- |
| 1                      | Legio IX Hispana:        | Lindum          | Lincoln          | Britannia        |
| 2                      | Legio XX Valeria Victrix | Viroconium      | Wroxeter         | Britannia        |
| 3                      | Legio II Augusta         | Glevum          | Gloucester       | Britannia        |

Con le successive campagne in Britannia di Agricola, le legioni romane furono riportate a quattro come mostra qui sotto la tabella databile all'80 circa:
| N. fortezze legionarie | unità legionaria         | località antica | località moderna | provincia romana |
| ---------------------- | ------------------------ | --------------- | ---------------- | ---------------- |
| 1                      | Legio IX Hispana:        | Eburacum        | York             | Britannia        |
| 2                      | Legio XX Valeria Victrix | Viroconium      | Wroxeter         | Britannia        |
| 3                      | Legio II Adiutrix        | Deva            | Chester          | Britannia        |
| 4                      | Legio II Augusta         | Isca Silurum    | Caerleon         | Britannia        |

Nel 180 furono nuovamente ridotte a 3 unità e la situazione rimase invariata almeno fino all'epoca tetrarchica:
| N. fortezze legionarie | unità legionaria         | località antica | località moderna | provincia romana |
| ---------------------- | ------------------------ | --------------- | ---------------- | ---------------- |
| 1                      | Legio VI Victrix:        | Eburacum        | York             | Britannia        |
| 2                      | Legio XX Valeria Victrix | Deva Victrix    | Chester          | Britannia        |
| 3                      | Legio II Augusta         | Isca Silurum    | Caerleon         | Britannia        |

La situazione mutò leggermente al termine della tetrarchia:
| N. fortezze legionarie | unità legionaria         | località antica           | località moderna         | provincia romana  |
| ---------------------- | ------------------------ | ------------------------- | ------------------------ | ----------------- |
| 1                      | Legio VI Victrix:        | Eburacum                  | York                     | Britannia Secunda |
| 2                      | Legio XX Valeria Victrix | Deva Victrix              | Chester                  | Britannia Prima   |
| 3                      | Legio II Augusta         | Isca Silurum e/o Rutupiae | Caerleon e/o Richborough | Britannia Prima   |

### Fortezze, forti e fortini lungo illimes
- legio=legione romana
- coh.=coorte

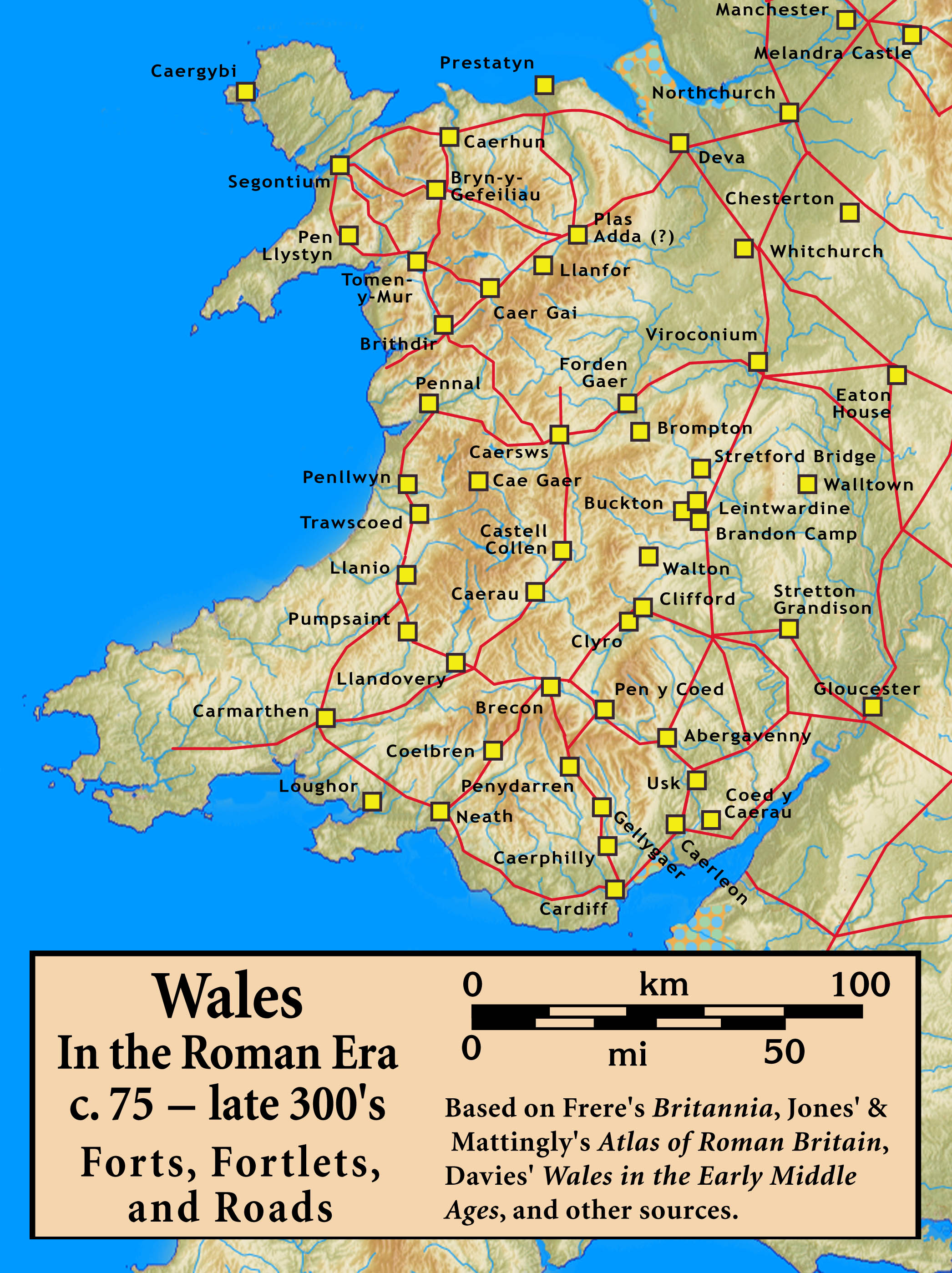
Il sistema di fortificazioni nel Galles.

- mil=milliaria (composta da 1.000 uomini)
- eq.=coorte equitata
- ala=unità di cavalleria
- vexill=vexillationes
- c.R.=civium Romanorum

#### Fosse way
La parola deriva dal latino fossa, il cui significato era di fossato. Esso infatti costituì, a partire dal 47, la prima forma di frontiera occidentale (limes) della nuova provincia di Britannia. I Romani avevano infatti invaso l'isola ed iniziato la conquista a partire dal 43. Per i primi decenni dopo l'invasione romana della Britannia, la Fosse Way potrebbe aver costituito una prima forma di limes occidentale del dominio romano nella Britannia dell'età del ferro.
È possibile che la strada abbia costituito nel primo decennio di conquista, un fossato difensivo, che solo successivamente fu riempito e trasformato in una vera e propria strada, o eventualmente un fossato difensivo che correva a fianco di una strada militare per almeno una parte della sua lunghezza. La Fosse Way è l'unica strada romana in Gran Bretagna che abbia mantenuto la sua denominazione originale in lingua latina. La maggior parte delle altre furono rinominate in seguito all'invasione dei Sassoni, secoli dopo la partenza dei romani dalla Britannia.
| Forte/burgus lungo il limes | località moderna | località antica     | dal           | al                | Misure  | Unità ausiliarie presenti in differenti periodi            | Mappa |
| --------------------------- | ---------------- | ------------------- | ------------- | ----------------- | ------- | ---------------------------------------------------------- | ----- |
| fortezza legionaria         | Exeter           | Isca Dumnoniorum    | dal 50 d.C.   | a 80 d.C.         | 17,0 ha | legio II Augusta                                           |       |
| forte di vexillatio         | Ilchester        | Lindinis            | dal 60        | al tardo I secolo | 12,0 ha | sconosciute                                                |       |
| forte                       | Cirencester      | Corinium Dobunnorum | dal 44        | alla metà dei 70  | ? ha    | Ala Indiana Ala Thracum legio VII Claudia legio XI Claudia |       |
| forte                       | High Cross       | Venonis             | sotto i Flavi |                   | 0,81 ha |                                                            |       |
| forte                       | Leicester        | Ratae Coritanorum   | dal 50?       | al 70-80?         | ? ha    | vexill. legio XX Valeria Victrix Cohors I Aquitanorum      |       |
| forte                       | Bingham          | Margidunum          | da Claudio    | al 60/61          | 2,63 ha |                                                            |       |
| fortezza legionaria         | Lincoln          | Lindum              | dal 48        | al 60             | 16,0 ha | legio IX Hispana legio II Adiutrix                         |       |

#### Stanegate
Probabilmente la strada fu costruita sotto Gneo Giulio Agricola, nel 60-70 d.C., in un luogo strategico lungo la frontiera della provincia di Britannia; prova dei fini strategici è che i forti più vecchi furono costruiti sul suo corso separati l'uno dall'altro l'equivalente di una giornata di marcia (14 miglia romane, 21 km). Quando i Romani nel 105, al tempo dell'Imperatore Traiano, si disinteressarono definitivamente alla conquista della Caledonia e la zona dello Stanegate divenne la frontiera, vennero edificati alcuni nuovi forti (come Newbrough, Magnis e Brampton Old Church) in modo che la distanza da percorrere tra un forte ed un altro fosse di mezza giornata di marcia. Più tardi furono aggiunti anche altri forti minori.
La struttura della strada era simile a quella classica: lo Stanegate era largo circa 6,5 metri ed aveva canali di scolo coperti. Forse la strada continuava verso ovest fino all'estuario del Solway, nei pressi della cittadina di Kirkbride, e verso est fino alla città di Newcastle, ma le prove non sono attualmente sufficienti a dimostrarlo.
| Forte/burgus lungo il limes | località antica | località moderna    | dal                              | al                                | Misure | Unità ausiliarie presenti in differenti periodi                                                 | Mappa |
| --------------------------- | --------------- | ------------------- | -------------------------------- | --------------------------------- | ------ | ----------------------------------------------------------------------------------------------- | ----- |
| forte                       | Coriosopitum    | Corbridge           | fase 1: 86-103; fase 2: 105-122; | fase 3: 122-139; fase 4: 139-163. | 3,6 ha | vexill. legio II Augusta Legio VI Victrix legio XX Valeria Victrix Ala II Asturum Ala Sabiniana |       |
| fortino                     | ?               | Newbrough           | dall'71                          | al 122?                           | ? ha   |                                                                                                 |       |
| forte                       | Vindolanda      | Chesterholm         | da Domiziano/Traiano             | al 410                            | ? ha   | Cohors IX Batavorum milliaria vexill. Legio VI Victrix                                          |       |
| forte                       | ?               | Haltwhistle Burn    | da Domiziano/Traiano             | al 410                            | ? ha   |                                                                                                 |       |
| forte                       | Magnis          | Greenhead           | da Domiziano/Traiano             | al 410                            | ? ha   |                                                                                                 |       |
| fortino                     | ?               | Throp               | da Domiziano/Traiano             | al 410                            | ? ha   |                                                                                                 |       |
| forte                       | ?               | Nether Denton       | da Domiziano/Traiano             | al 410                            | ? ha   |                                                                                                 |       |
| fortino                     | ?               | Castle Hill Boothby | da Domiziano/Traiano             | al 410                            | ? ha   |                                                                                                 |       |
| forte                       | ?               | Brampton Old Church | da Domiziano/Traiano             | al 410                            | ? ha   |                                                                                                 |       |
| forte                       | Luguvallium     | Carlisle            | dal 72                           | al 410                            | ? ha   |                                                                                                 |       |

#### Gask Ridge
L'inizio della costruzione di questa linea di fortificazioni avvenne al termine del mandato dell'allora governatore della Britannia Gneo Giulio Agricola nell'83 e durò fino al ritiro provvisorio dei Romani dalla Caledonia settentrionale, avvenuto pochi anni più tardi attorno all'88 - 92. Agricola inoltre creò una serie di fortificazioni a nord del Gask Ridge fino a Cawdor, vicino ad Inverness.
In seguito tale linea di fortificazioni del Gask Ridge fu riattivata con la costruzione del vicino vallo Antonino degli anni 142-144, ma fu abbandonata ancora una volta a vantaggio vallo di Adriano nel 163 durante il principato di Marco Aurelio. Successivamente fu ancora rioccupata dalle forze romane durante le campagne di Settimio Severo degli anni 208-211. Pochi anni più tardi fu definitivamente abbandonata.
| Forte/burgus lungo il limes    | località antica  | località moderna | dal                         | al                        | Misure                                                                         | Unità ausiliarie presenti in differenti periodi           | Mappa |
| ------------------------------ | ---------------- | ---------------- | --------------------------- | ------------------------- | ------------------------------------------------------------------------------ | --------------------------------------------------------- | ----- |
| forte                          | ?                | Camelon          | da Domiziano (80-90?)       | a Antonino Pio (139-143?) | 2,4 ha                                                                         | vexill. legio XX Valeria Victrix vexill. legio II Augusta |       |
| forte                          | ?                | Barochan Hill    | sotto Domiziano (80-86?)    |                           | 1,3 ha                                                                         |                                                           |       |
| forte                          | ?                | Drumquhassle     | da Domiziano                | a Settimio Severo         | 1,4 ha                                                                         |                                                           |       |
| forte e 2 campi di marcia      | ?                | Menteith         | sotto Domiziano (85-90?)    |                           | 2,7 ha (183 x 150 metri) 21 ettari (camp. marcia) 4,7 ettari (camp. marcia)    |                                                           |       |
| forte e un campo di marcia     | ?                | Bochastle        | sotto Domiziano (85-90?)    |                           | 1,9 ha 19,4 ettari (camp. marcia)                                              |                                                           |       |
| forte                          | ?                | Doune            | da Domiziano?               | a Settimio Severo?        | 2,2 ha (160 x 140 metri)                                                       |                                                           |       |
| 2 forti e 5 campi da marcia    | Alauna Veniconum | Ardoch           | da Domiziano                | a Caracalla?              | ? ha                                                                           | Cohors Aelia I Hispanorum milliaria equitata              |       |
| un forte ed un campo di marcia | ?                | Strageath        | sotto Domiziano (80-90?)    |                           | 1,8 ettari (forte) 25,5 ha (camp.marcia)                                       |                                                           |       |
| 1 forte e un campo di marcia   | ?                | Dalginross       | sotto Domiziano (85-90?)    |                           | 1,2 ha e 2,4 ettari 9,5 ettari (camp. marcia)                                  |                                                           |       |
| forte e 2 campi di marcia      | ?                | Fendoch          | sotto Domiziano (85-90?)    |                           | 2,0 ha (187 x 109 metri) 52,4 ettari (camp. marcia) 14,4 ettari (camp. marcia) |                                                           |       |
| forte                          | ?                | Bertha           | da Domiziano (84-90?)       | a Settimio Severo         | 3,6 ha                                                                         |                                                           |       |
| fortezza legionaria            | Pinnata castra   | Inchtuthill      | da Domiziano (84-90?)       | a Settimio Severo         | 20,0 ha                                                                        |                                                           |       |
| fortino                        | ?                | Cargill          | sotto Domiziano (85-90?)    |                           | 0,7 ha (97 x 70 metri)                                                         |                                                           |       |
| forte                          | ?                | Cardean          | sotto Domiziano (85-90?)    |                           | 3,2 ha                                                                         |                                                           |       |
| fortino e campo di marcia      | ?                | Inverquharity    | sotto Domiziano (85-90?)    |                           | 0,45 ha (70 x 65 metri) 2,3 ettari (camp. marcia di 162 x 145 metri)           |                                                           |       |
| campo di marcia                | ?                | Finavon          | da Domiziano?               | a Settimio Severo?        | 15,2 ha (427 x 336 metri)                                                      |                                                           |       |
| Forte e campo da marcia        | ?                | Stracathro       | sotto Domiziano, dall'83/84 | al 90                     | 2,64 ha (forte: 183 x 145) 15,6 ettari (accampamento)                          |                                                           |       |

#### Forti e accampamenti romani a nord del Gask Ridge
Risulta evidente che tra il Forte di Stracathro e quello di Cawdor (con i vicini fortini di Balnageith e Thomshill) i Romani costruirono una serie di accampamenti, che coincidono col percorso possibile della Roman road tra il porto di Devana (Aberdeen) e la foce del fiume Spey.
Infine dallo studio delle fortificazioni risulta che quelle ampie fino a più di 40 ettari, del tipo severiano, non si trovano oltre Muiryfold, per cui risulta evidente che solo Agricola arrivò a penetrare nel nord della Caledonia fino all'area di Inverness. Invece Antonino Pio sembra avere raggiunto solo l'area di Aberdeen, dato che l'accampamento di Normandykes ha alcune caratteristiche delle fortificazioni di questo imperatore.
| Forte/burgus lungo il limes    | località antica | località moderna         | dal                         | al                 | Misure                                                | Unità ausiliarie presenti in differenti periodi | Mappa |
| ------------------------------ | --------------- | ------------------------ | --------------------------- | ------------------ | ----------------------------------------------------- | ----------------------------------------------- | ----- |
| Forte e accampamento da marcia | ?               | Stracathro               | sotto Domiziano, dall'83/84 | al 90              | 2,64 ha (forte: 183 x 145) 15,6 ettari (accampamento) |                                                 |       |
| Accampamento da marcia         | ?               | Balmakewan               | sotto Settimio Severo       |                    | 45,0 ha                                               |                                                 |       |
| accampamento da marcia         | ?               | Kair House               | sotto Settimio Severo       |                    | 48,0 ha                                               |                                                 |       |
| accampamento da marcia         | ?               | Raedykes                 | da Domiziano?               | a Settimio Severo? | 45,0 ha                                               |                                                 |       |
| accampamento da marcia         | ?               | Normandykes              | da Antonino Pio             | a Settimio Severo  | 44,0 ha                                               |                                                 |       |
| accampamento da marcia         | ?               | Kintore                  | da Domiziano?               | a Settimio Severo  | 44,0 ha e 12,0 ettari                                 |                                                 |       |
| accampamento da marcia         | ?               | Durno                    | sotto Domiziano             |                    | 58,0 ha                                               |                                                 |       |
| accampamento da marcia         | ?               | Ythan Wells              | sotto Domiziano             |                    | 14,0 ha                                               |                                                 |       |
| accampamento da marcia         | ?               | Glenmailen               | da Domiziano                | a Settimio Severo  | 44,0 ha                                               |                                                 |       |
| accampamento da marcia         | ?               | Burnfield                | sotto Domiziano             |                    | 40,0 ha                                               |                                                 |       |
| accampamento da marcia         | ?               | Muiryfold                | sotto Settimio Severo       |                    | 44,0 ha                                               |                                                 |       |
| accampamento da marcia         | ?               | Auchinhove               | sotto Domiziano             |                    | 14,0 ha                                               |                                                 |       |
| accampamento da marcia         | ?               | Bellie                   | sotto Domiziano             |                    | 11,0 ha                                               |                                                 |       |
| fortino                        | ?               | Thomshill                | da Domiziano?               | a Settimio Severo? | oltre 1,0 ha                                          |                                                 |       |
| fortino                        | ?               | Balnageith               | da Domiziano?               | a Settimio Severo? | oltre 2,0 ha                                          |                                                 |       |
| accampamento da marcia         | ?               | Cawdor                   | da Domiziano                | a Settimio Severo  | 4,0 ha circa                                          |                                                 |       |
| accampamento da marcia         | ?               | Tarradale (Beauly Firth) | da Domiziano?               | a Settimio Severo? | ? ha                                                  |                                                 |       |

#### Vallo di Adriano
Il Vallo di Adriano venne costruito a seguito della visita dell'imperatore romano Adriano. La costruzione di un muro tanto imponente voleva rappresentare anche un simbolo della potenza romana, sia nella Britannia occupata che a Roma. La costruzione ebbe inizio tra il 122 e il 125 ad opera dell'allora governatore di Britannia, Aulo Platorio Nepote, e venne completata nel giro di dieci anni, con soldati di tutte e tre le legioni occupanti che parteciparono ai lavori. Il percorso prescelto seguiva ampiamente la Stanegate road da Carlisle a Corbridge, che era già difesa da un limes e da diversi forti ausiliari, compreso quello di Vindolanda. Vi erano poi alcuni forti posti a settentrione del grande vallo come avamposti (Habitancum e Fanum Cocidi) e nelle retrovie anche con la funzione di fornire un adeguato appoggio logistico, militare e di approvvigionamento come Alauna, Coria e Vindomora, oltre ad una rete di strade che conducevano fino alla più vicina fortezza legionaria di Eburacum.
Il muro era sorvegliato da un misto di vexillationes legionarie e unità ausiliarie dell'esercito romano. Il loro numero variò nel periodo dell'occupazione, ma dovrebbe essere stato attorno ai 9.000 uomini, compresa fanteria e cavalleria. Queste unità soffrirono attacchi seri nel 180, e specialmente tra il 196 e il 197, quando la guarnigione era stata ridotta a causa della guerra civile. A seguito di questi attacchi dovette essere realizzata una ricostruzione sotto Settimio Severo. Dopo la dura repressione delle tribù condotta sotto Settimio, la regione vicina al muro rimase pacificata per gran parte del III secolo. Si ritiene che molti membri della guarnigione possano essersi integrati nella comunità locale. Nel IV secolo una delle unità stanziate lungo il Vallo di Adriano fu la legio pseudocomitatense Defensores Seniores, in accordo con la Notitia Dignitatum. Col declino dell'impero, entro il 400 la guarnigione fu tolta e il muro cadde in disuso.
Il Vallo di Adriano corre per 120 km (pari a 80 miglia romane) da Wallsend, sul fiume Tyne, alla costa del Solway Firth. La A69 segue il percorso del muro da dove la strada inizia, a Newcastle-upon-Tyne, e fino a Carlisle, quindi prosegue attorno alla costa settentrionale della Cumbria. Il muro è completamente in territorio inglese, e rimane a sud del confine della Scozia per 15 km ad ovest e per 110 km ad est.
| Forte/burgus lungo il limes | località antica | località moderna    | dal                  | al          | Misure                    | Unità ausiliarie presenti in differenti periodi        | Mappa |
| --------------------------- | --------------- | ------------------- | -------------------- | ----------- | ------------------------- | ------------------------------------------------------ | ----- |
| forte                       | Arbeia          | South Shields       | dal 122              | al V secolo | 2,02 ha (138 x 120 metri) |                                                        |       |
| forte                       | Segedunum       | Wallsend            | dal 122              | al V secolo | 1,7 ha (138 x 120 metri)  |                                                        |       |
| forte                       | Pons Aelius     | Newcastle upon Tyne | dal 122              | al V secolo | 0,62 ha                   | Coh.Ulpia Traiana Cugernorum c.R.                      |       |
| forte                       | Condercum       | Benwell             | dal 122              | al V secolo | 2,27 ha                   |                                                        |       |
| forte                       | Vindobala       | Rudchester          | dal 122              | al V secolo | 1,82 ha                   |                                                        |       |
| forte                       | Onnum           | Halton Chesters     | dal 122              | al V secolo | 1,74 ha                   |                                                        |       |
| forte                       | Cilurnum        | Chesters            | dal 122              | al V secolo | 2,33 ha                   |                                                        |       |
| forte                       | Brocolita       | Carrawburgh         | dal 122              | al V secolo | 1,58 ha                   |                                                        |       |
| forte                       | Vercovicium     | Housesteads         | dal 122              | al V secolo | 2,02 ha                   |                                                        |       |
| forte                       | Vindolanda      | Chesterholm         | da Domiziano/Traiano | al 410      | ? ha                      | Cohors IX Batavorum milliaria vexill. Legio VI Victrix |       |
| forte                       | Aesica          | Great Chester       | dal 122              | al V secolo | 1,36 ha                   |                                                        |       |
| forte                       | Magnis          | Greenhead           | dal 122              | al 410      | 1,46 ha                   | Cohors I Hamiorum sagittariorum Cohors II Delmatarum   |       |
| forte                       | Banna           | Birdoswald          | dal 122              | al V secolo | 2,16 ha                   |                                                        |       |
| forte                       | Camboglanna     | Castlesteads        | dal 122              | al V secolo | 1,52 ha                   |                                                        |       |
| forte                       | Petriana        | Stanwix             | dal 122              | al V secolo | 3,77 ha                   |                                                        |       |
| forte                       | Aballava        | Burgh-by-Sands      | dal 122              | al V secolo | 1,98 ha                   |                                                        |       |
| forte                       | Coggabata       | Drumburgh           | dal 122              | al V secolo | 0,81 ha                   |                                                        |       |
| forte                       | Maia            | Bowness             | dal 122              | al V secolo | 2,83 ha                   |                                                        |       |

#### Vallo di Antonino
La costruzione del Vallo di Antonino iniziò nel 142, sotto il regno di Antonino Pio, e completata nel 144. Il vallo si estende per 39 miglia (pari a 63 chilometri) da Old Kirkpatrick nel West Dunbartonshire sul Firth of Clyde a Bo'ness sul Firth of Forth. La fortificazione fu costruita con lo scopo di rimpiazzare il Vallo di Adriano, posto 160 km più a sud, come confine settentrionale della Britannia. I romani tuttavia, anche se riuscirono a stabilire accampamenti e fortilizi temporanei a nord del vallo, non arrivarono mai a conquistare e sottomettere le tribù indigene dei Pitti e dei Caledoni, che resistettero e provocarono danni alla fortificazione. I romani chiamarono la terra a nord del Vallo Antonino Caledonia.
Il vallo fu abbandonato dopo solo 20 anni dalla costruzione, quando nel 164 le legioni romane si ritirarono a sud del Vallo di Adriano. Dopo una serie di attacchi nel 197 l'imperatore Settimio Severo arrivò in Scozia nel 208 per rendere sicura la frontiera e riparò parti del vallo. Sebbene questa rioccupazione sia durata solo pochi anni, il vallo Antonino è spesso chiamato (in specie da scrittori della tarda latinità) Vallo Severiano. Qui di seguito i principali forti:
| Forte/burgus lungo il limes | località antica | località moderna | dal             | al                 | Misure  | Unità ausiliarie presenti in differenti periodi | Mappa |
| --------------------------- | --------------- | ---------------- | --------------- | ------------------ | ------- | ----------------------------------------------- | ----- |
| forte                       | ?               | Carriden         | da Antonino Pio | a Settimio Severo? | 1,7 ha  |                                                 |       |
| forte                       | ?               | Mumrills         | da Antonino Pio | a Settimio Severo? | 2,91 ha |                                                 |       |
| forte                       | ?               | Rough Castle     | da Antonino Pio | a Settimio Severo? | 0,61 ha |                                                 |       |
| forte                       | ?               | Castlecary       | da Antonino Pio | a Settimio Severo? | 1,58 ha |                                                 |       |
| forte                       | ?               | Westerwood       | da Antonino Pio | a Settimio Severo? | 0,93 ha |                                                 |       |
| forte                       | ?               | Croy Hill        | da Antonino Pio | a Settimio Severo? | 0,81 ha |                                                 |       |
| forte                       | ?               | Bar Hill         | da Antonino Pio | a Settimio Severo? | 1,46 ha |                                                 |       |
| forte                       | ?               | Auchendavy       | da Antonino Pio | a Settimio Severo? | 1,34 ha |                                                 |       |
| forte                       | ?               | Cadder           | da Antonino Pio | a Settimio Severo? | 1,34 ha |                                                 |       |
| forte                       | ?               | Balmuildy        | da Antonino Pio | a Settimio Severo? | 1,74 ha |                                                 |       |
| forte                       | ?               | Bearsden         | da Antonino Pio | a Settimio Severo? | 1,09 ha |                                                 |       |
| forte                       | ?               | Castlehill       | da Antonino Pio | a Settimio Severo? | 1,38 ha |                                                 |       |
| forte                       | ?               | Old Kilpatrick   | da Antonino Pio | a Settimio Severo? | 1,90 ha |                                                 |       |

### Comandi militari del "Basso Impero"

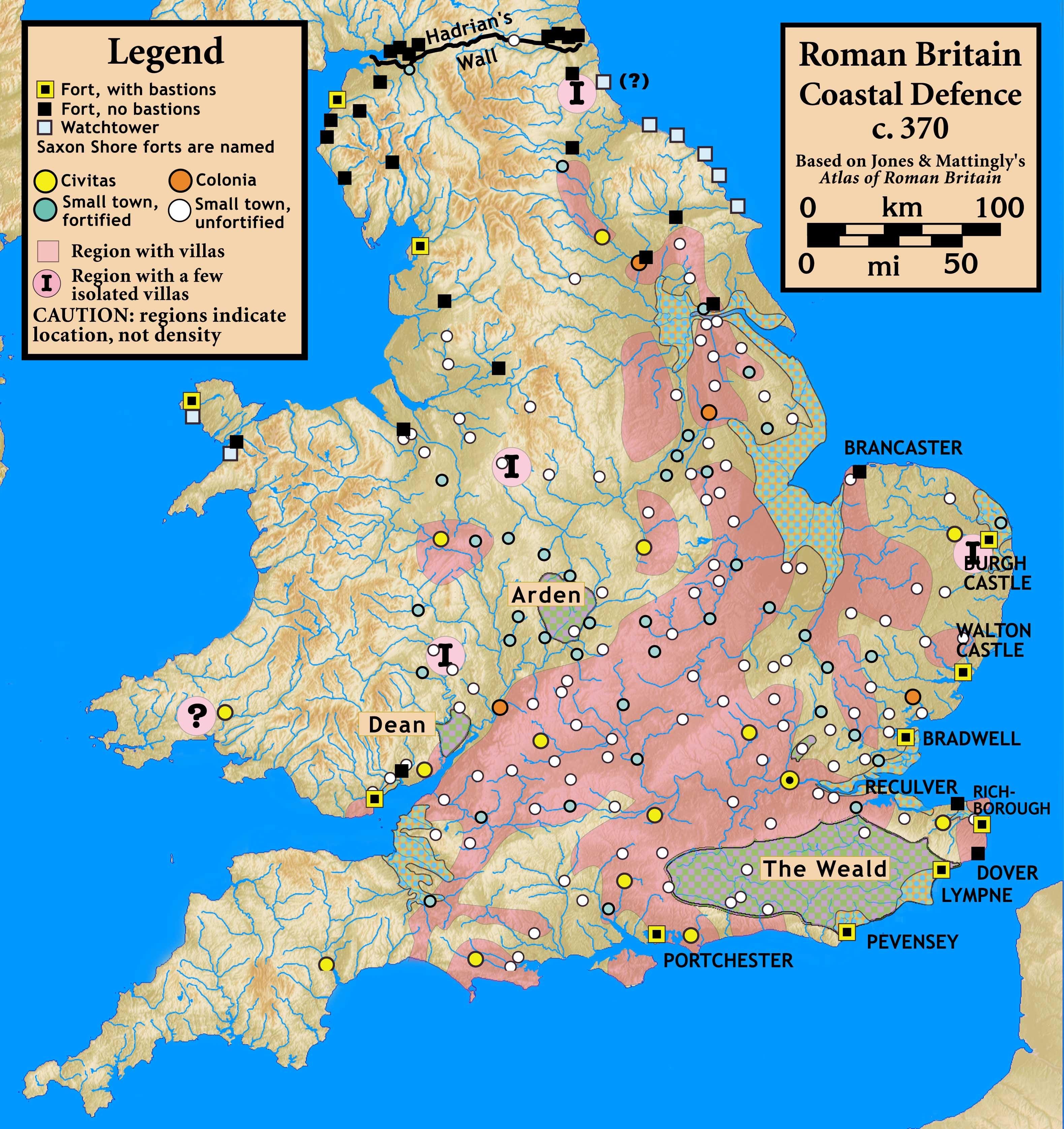
La Britannia romana nell'anno 370 circa, con i principali centri urbani e fortificazioni.

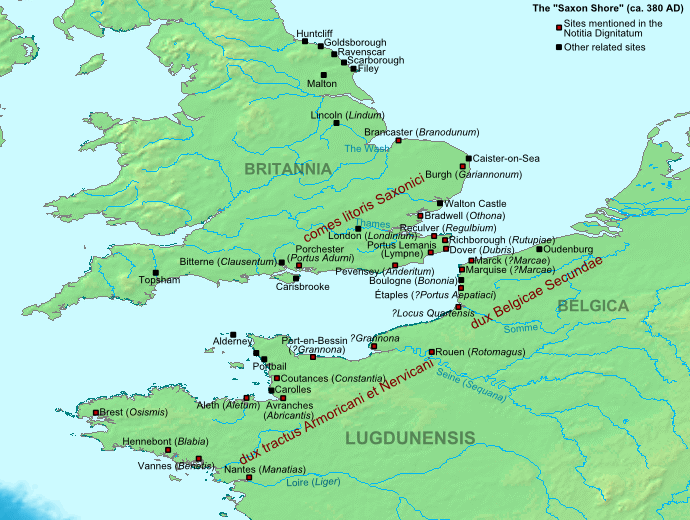
Le fortificazioni della costa sassone.

al tempo della Notitia Dignitatumvi si trovavano le seguenti unità (comprese le legioni) divise per comandi militari:
- sotto il Comes Britanniarum, a capo di 9 unità (o distaccamenti) nella diocesi di Britannia:[75]
  - 1 Auxilia palatina: Victores iuniores Britanniciani (sono forse gli stessi Victores iuniores che troviamo in Spagna?);[75][76]
  - 2 legioni di comitatensi: Primani iuniores, Secundani iuniores;[75][76]
  - 6 vexillationes di comitatensi: Equites catafractarii iuniores, Equites scutarii Aureliaci, Equites Honoriani seniores, Equites stablesiani, Equites Syri, Equites Taifali.[75]
- sotto il Comes litoris Saxonici per Britannias, a capo di 9 unità (o distaccamenti) di stanza lungo le coste del Mare del Nord e de La Manica, comandate da:[76][77]
  - Praepositus numeri Fortensium, Othonae; Praepositus numeri Turnacensium, Lemanis; Praepositus numeri Abulcorum, Anderidos; Praepositus numeri exploratorum, Portum Adurni;[78]
  - Praepositus militum Tungrecanorum, Dubris;[78]
  - Praepositus equitum Dalmatarum Branodunensium, Branoduno; Praepositus equitum stablesianorum Gariannonensium, Gariannonum;
  - Tribunus cohortis I Baetasiorum, Regulbio;[78]
  - Praefectus legionis secundae Augustae, Rutupis.[78]
- sotto il Dux Britanniarum a capo di 38 ufficiali di unità (o distaccamenti), di stanza nel nord dell'isola (Yorkshire, Cumbria o Northumberland):[76]
  - 1 prefetto di legione di limitanei: il Praefectus legionis sextae;[79]
  - 3 prefetti di cavalleria: Praefectus equitum Dalmatarum, Praesidio; Praefectus equitum Crispianorum, Dano; Praefectus equitum catafractariorum, Morbio; Praefectus numeri barcariorum Tigrisiensium, Arbeia;[79]
  - 10 prefetti di numeri: Praefectus numeri Neruiorum Dictensium, Dicti; Praefectus numeri vigilum, Concangios; Praefectus numeri exploratorum, Lavatres; Praefectus numeri directorum, Verteris; Praefectus numeri defensorum, Barboniaco; Praefectus numeri Solensium, Maglone; Praefectus numeri Pacensium, Magis; Praefectus numeri Longovicanorum, Longovicio; Praefectus numeri supervenientium Petueriensium, Deruentione;[79]
- Dall'archeologia emerge che vi erano anche altre unità a quel tempo, che però non sono elencate. A queste vanno sommate le 24 unità di stanza lungo il Vallo di Adriano, e facenti capo a:
  - Tribunus cohortis IV Lingonum, Segeduno; Tribunus cohortis I Cornoviorum, Ponte Aeli; Tribunus cohortis I Frixagorum, Vindobala; Tribunus cohortis I Batavorum, Procolitia; Tribunus cohortis I Tungrorum, Borcovicio; Tribunus cohortis IV Gallorum, Vindolana; Tribunus cohortis I Asturum, Aesica; Tribunus cohortis II Dalmatarum, Magnis; Tribunus cohortis I Aeliae Dacorum, Amboglanna; Tribunus cohortis II Lingonum, Congavata; Tribunus cohortis I Hispanorum, Axeloduno; Tribunus cohortis II Thracum, Gabrosenti; Tribunus cohortis I Aeliae classicae, Tunnocelo; Tribunus cohortis I Morinorum, Glannibanta; Tribunus cohortis III Neruiorum, Alione; Tribunus cohortis VI Nerviorum, Virosido;[79]
  - Praefectus alae primae Asturum, Conderco; Praefectus alae Sabinianae, Hunno; Praefectus alae secundae Asturum, Cilurno; Praefectus alae Petrianae, Petrianis; Praefectus alae I Herculeae, Olenaco; (Praefectus alae?), Luguvallii;[79]
  - Praefectus numeri Maurorum Aurelianorum, Aballaba;[79]
  - Cuneus Sarmatarum, Bremetenraco.[79]

## Geografia politica ed economica

### Romanizzazione, strade e principali centri cittadini

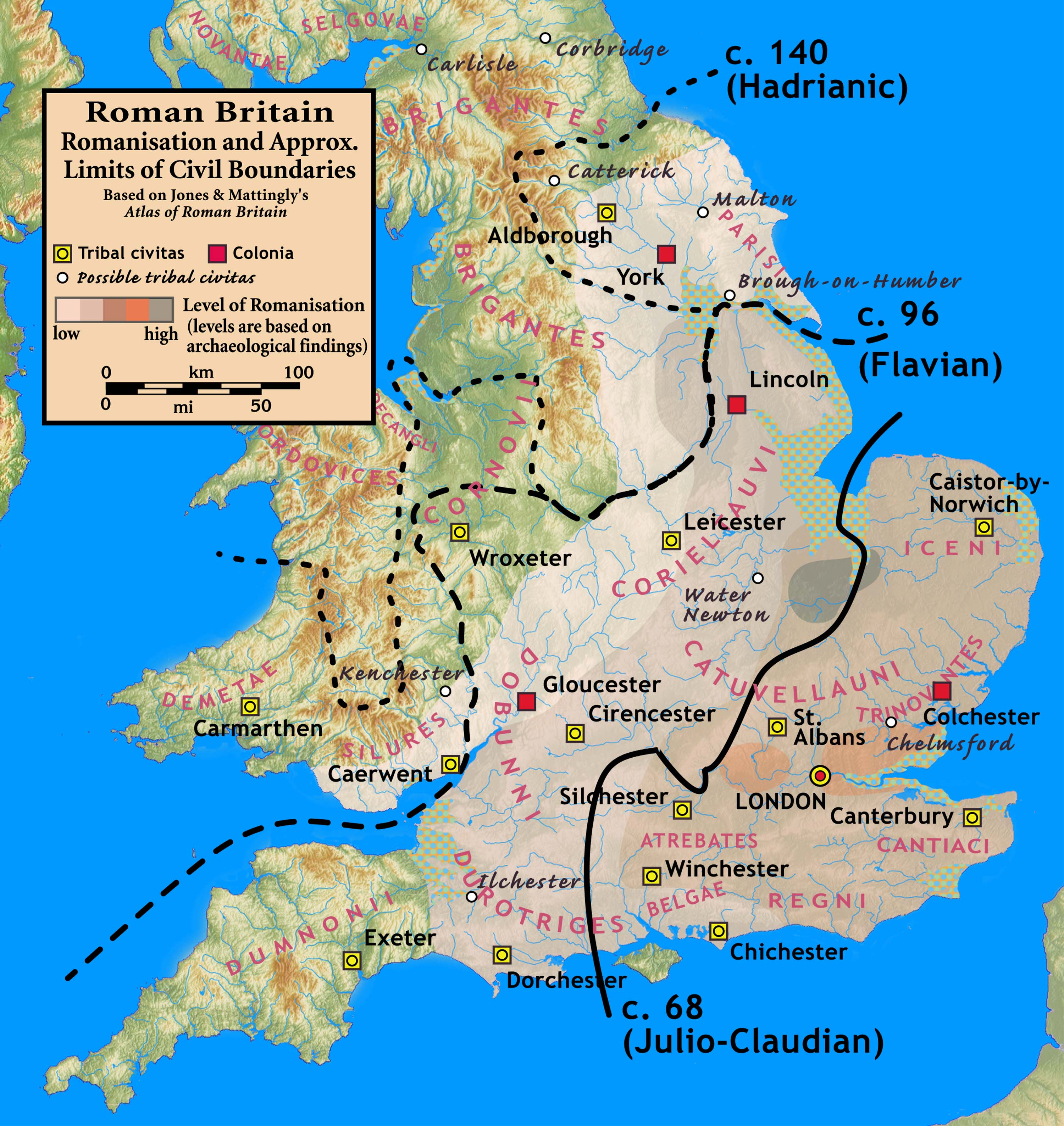
Romanizzazione della Britannia

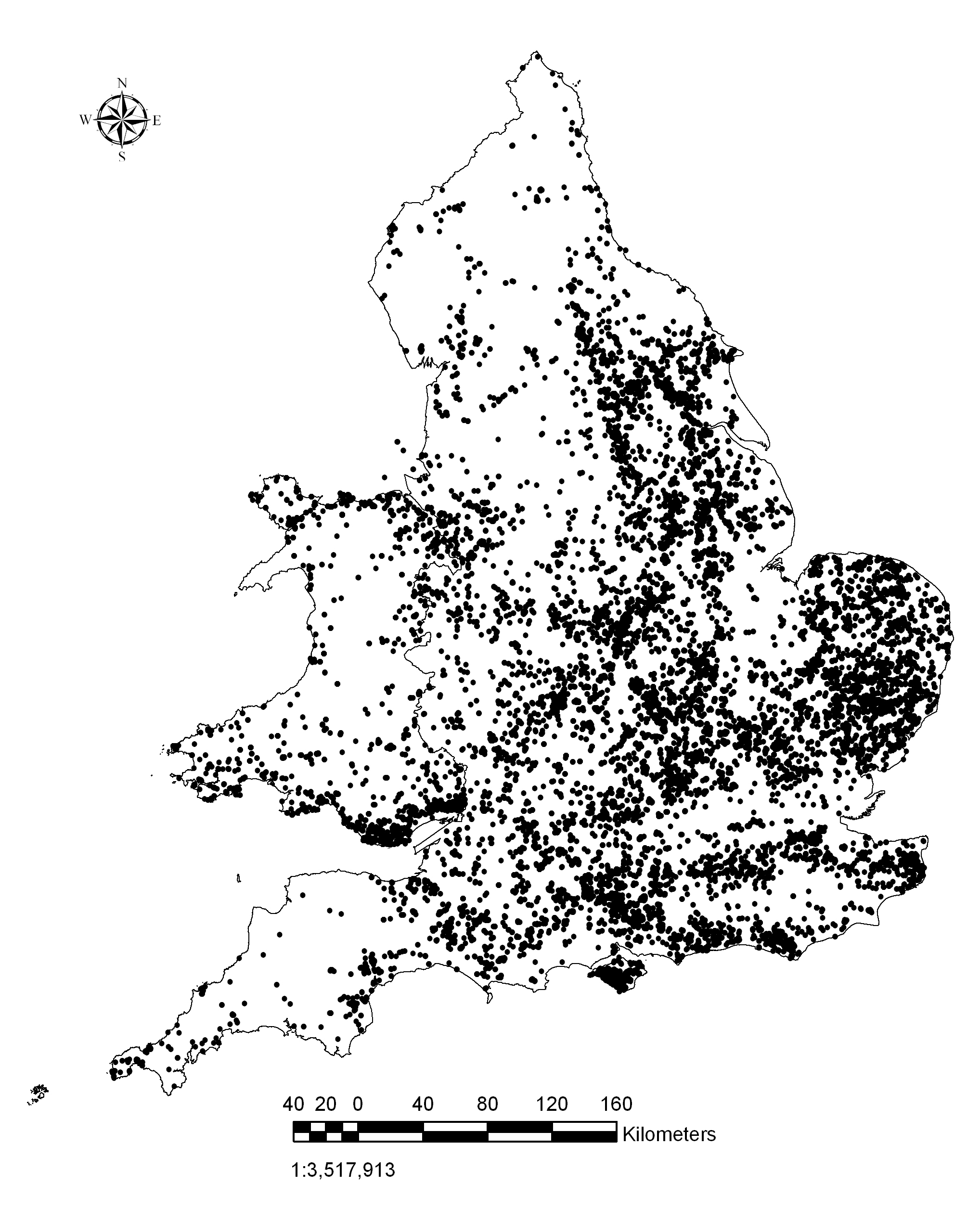
Il grado di Romanizzazione della Britannia romana si evidenzia anche dai ritrovamenti di monete romane

Secondo studiosi come Theodore Mommsen la romanizzazione culturale della Britannia romana era totale nei ceti superiori della società britanna e nelle principali aree cittadine, ma nelle popolazioni delle campagne era limitata. Inoltre le aree periferiche (Cornovaglia, Galles occidentale e nord-ovest vicino alla Caledonia) erano romanizzate solo superficialmente.
Durante la loro occupazione della Britannia, i Romani fondarono alcuni importanti insediamenti. Molti di essi sussistono ancora oggi.
Tra i villaggi e le città troviamo (tra parentesi, il nome latino):
- Alcester - (Aluana)
- Bath - (Aquae Sulis)
- Caerleon - (Isca Silurum)
- Caerwent - (Venta Silurum)
- Canterbury - (Durovernum Cantiacorum)
- Carmarthen - (Moridunum)
- Colchester - (Camulodunum)
- Chichester - (Noviomagus)
- Chester - (Deva Victrix)
- Cirencester - (Corinium Dobunnorum)
- Dover - (Portus Dubris)
- Dorchester - (Durnovaria)
- Exeter - (Isca Dumnoniorum)
- Gloucester - (Glevum)
- Leicester - (Ratae Coritanorum)
- Londra - (Londinium)
- Lincoln - (Lindum)
- Manchester - (Mamucium)
- Newcastle upon Tyne - (Pons Aelius)
- Northwich - (Condate)
- St Albans - (Verulamium)
- Towcester - (Lactodurum)
- Winchester - (Venta Belgarum)
- York - (Eburacum)

Per una lista di ulteriori città si veda: Lista dei nomi di località romane in Britannia

### Commercio ed industria

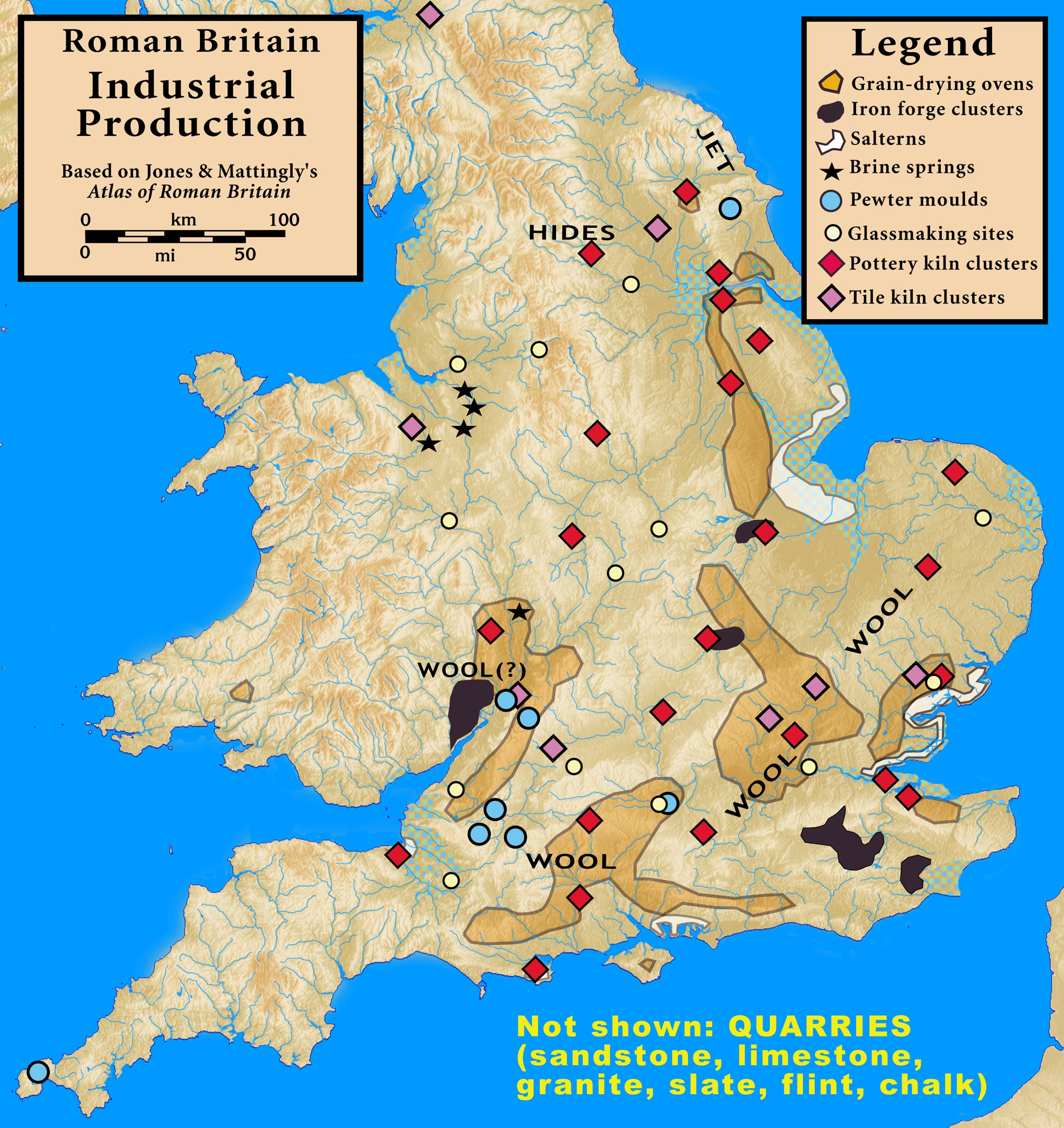
Economia, commercio ed industria della Britannia romana.

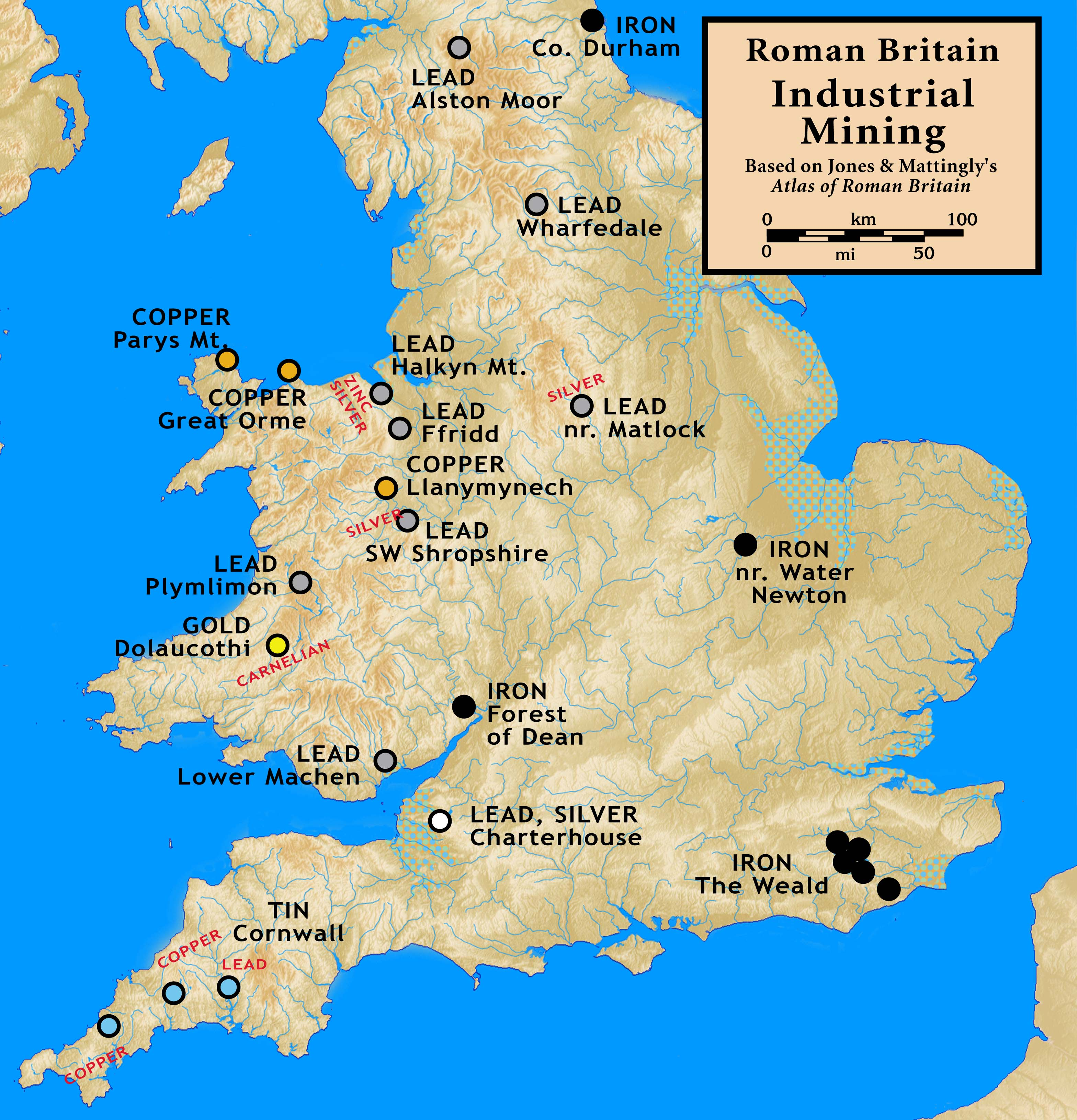
Principali miniere provinciali

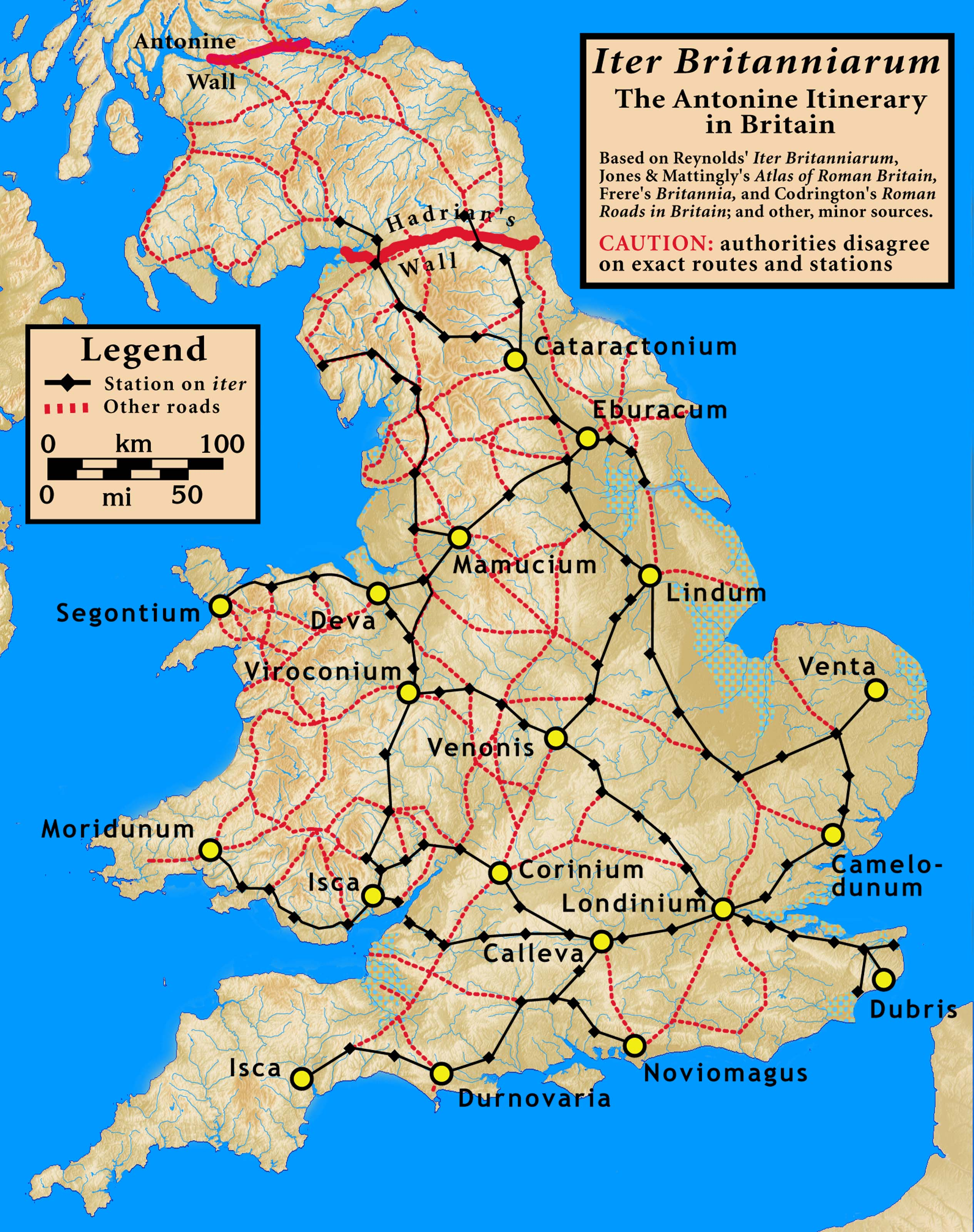
Principali vie di comunicazioni e centri cittadini della provincia.

Con l'occupazione romana della Britannia le esportazioni di stagno per il Mediterraneo furono in parte ridotte dalla fornitura più conveniente proveniente dalla Hispania. Oro, stagno, ferro, piombo, argento, marmo e perle furono però sfruttati dai Romani in Britannia insieme ad altri prodotti di uso quotidiano, come pelli di animali, legno, lana e schiavi.
Il mercato della provincia crebbe internamente tanto da alimentare una crescente richiesta di beni da altre province o da località esotiche, per ottenere ceramica pregiata, olio di oliva, pietra lavica, oggetti di vetro, vini, garum e frutta.